# ريتشارد ك. توماس
ريتشارد ك. توماس (بالإنجليزية: Richard C. Thomas)‏ هو سياسي أمريكي، ولد في 3 مايو 1937 بمين في الولايات المتحدة، وتوفي في 2 نوفمبر 1991. حزبياً، نشط في الحزب الجمهوري.